# Dokeská pahorkatina

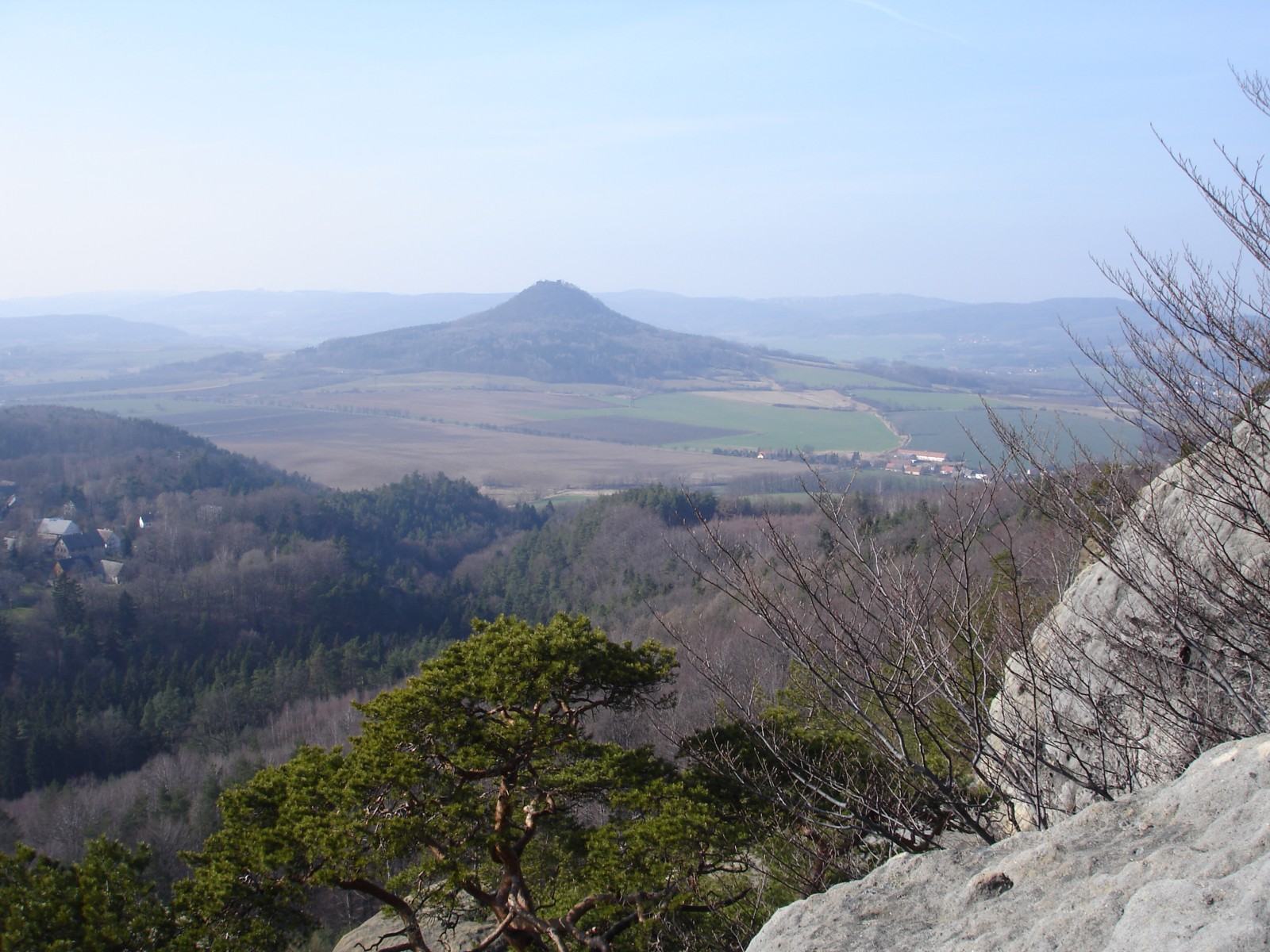
Widok na Ronov z wierzchołka Vlhošť

Dokeská pahorkatina – kraina geograficzna (mikroregion) o charakterze pogórza w północnych Czechach w północnej części Płyty Czeskiej (Płyty Północnoczeskiej). Dokeská pahorkatina i Zákupská pahorkatina tworzą Wyżynę Ralską (czes. Ralská pahorkatina}.
Powierzchnia wynosi 753 km². Najwyższym wzniesieniem jest Vlhošť (614 m n.p.m.).

## Położenie
Dokeská pahorkatina leży w północnej części Płyty Czeskiej i graniczy z następującymi jednostkami geomorfologicznymi: od północnego zachodu ze Średniogórzem Czeskim (czes. České středohoří), od północy z Zákupską pahorkatiną, od południowego wschodu i południa z Płytą Izerską (czes. Jizerská tabule) i od południowego zachodu z Płytą Dolnooharską (czes. Dolnooharská tabule).

## Podział
Dokeská pahorkatina dzieli się na:
- Polomené hory
- Jestřebská kotlina
- Provodínská pahorkatina
- Úštěcká pahorkatina
- Bezdězská vrchovina

## Najwyższe wzniesienia
- Vlhošť 614 m, Polomené hory
- Velký Bezděz, 604 m, Bezdězská pahorkatina
- Malý Bezděz, 578 m, Bezdězská pahorkatina
- Ronov, 553 m, Polomené hory
- Vrátenská hora, 508 m, Polomené hory
- Maršovický vrch, 495 m, Polomené hory
- Drnclík, 481 m, Polomené hory
- Berkovský vrch, 480 m, Polomené hory
- Velký Beškovský kopec, 474 m, Polomené hory
- Velká Buková, 474 m, Bezdězská vrchovina
- Šedina, 473 m, Polomené hory
- Korecký vrch, 465 m, Polomené hory
- Nedvězí, 458 m, Polomené hory
- Dub, 458 m, Provodínská pahorkatina
- Pecopala (Pec), 451 m, Provodínská pahorkatina

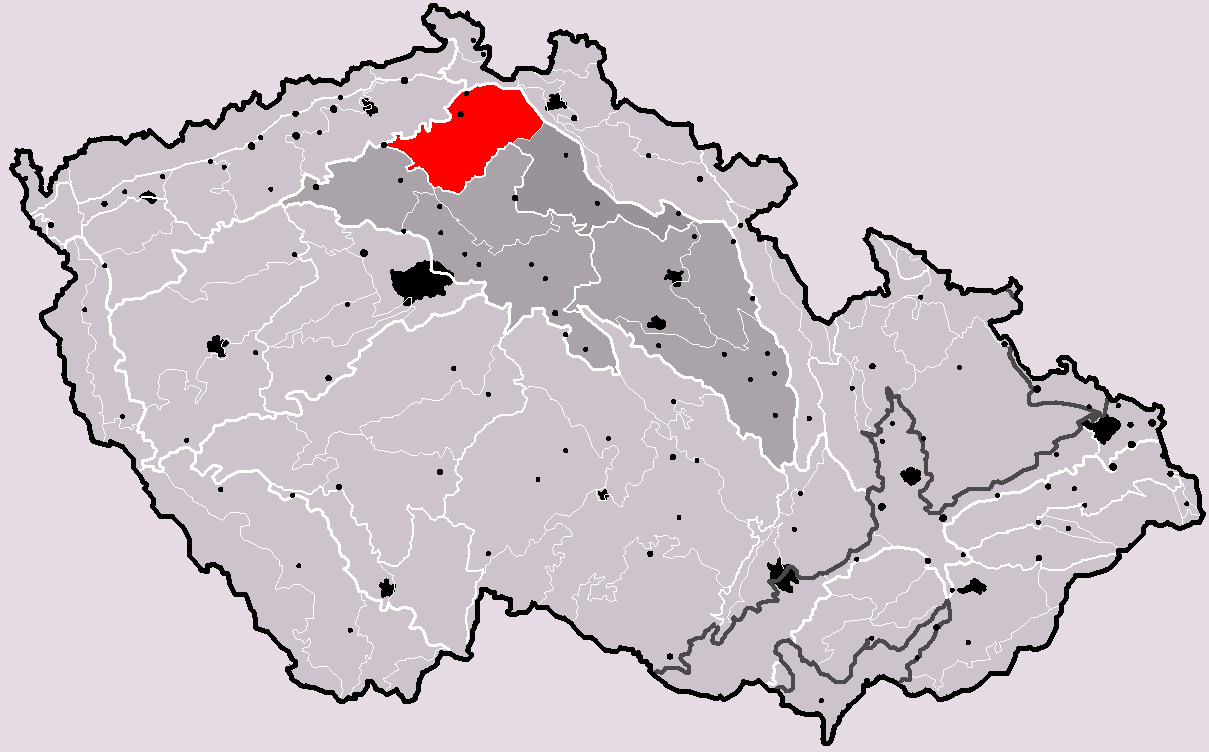
Położenie Ralskiej pahorkatiny

## Budowa geologiczna
Kraina zbudowana jest z głównie z górnokredowych piaskowców, miejscami poprzebijanych kominami trzeciorzędowych bazaltów, fonolitów i trachitów, które tworzą wzniesienia.

## Wody
Dokeská pahorkatina leży w dorzeczu Łaby.

## Ochrona przyrody
Na obszarze Dokeskiej pahorkatiny znajdują się fragmenty dwóch obszarów chronionego krajobrazu – Czeskie Średniogórze (czes. CHKO České středohoří) i Kokořínsko (czes. CHKO Kokořínsko).
Jest tu też kilka rezerwatów przyrody: NPP Peklo, PP Kaňon potoka Kolné, NPR Novozámecký rybník, NPP Swamp, NPP Břehyně-Pecopala, NPR Velký a Malý Bezděz, PR Kokořínský důl, PP Špičák u Střezivojic, PP Husa.

## Galeria

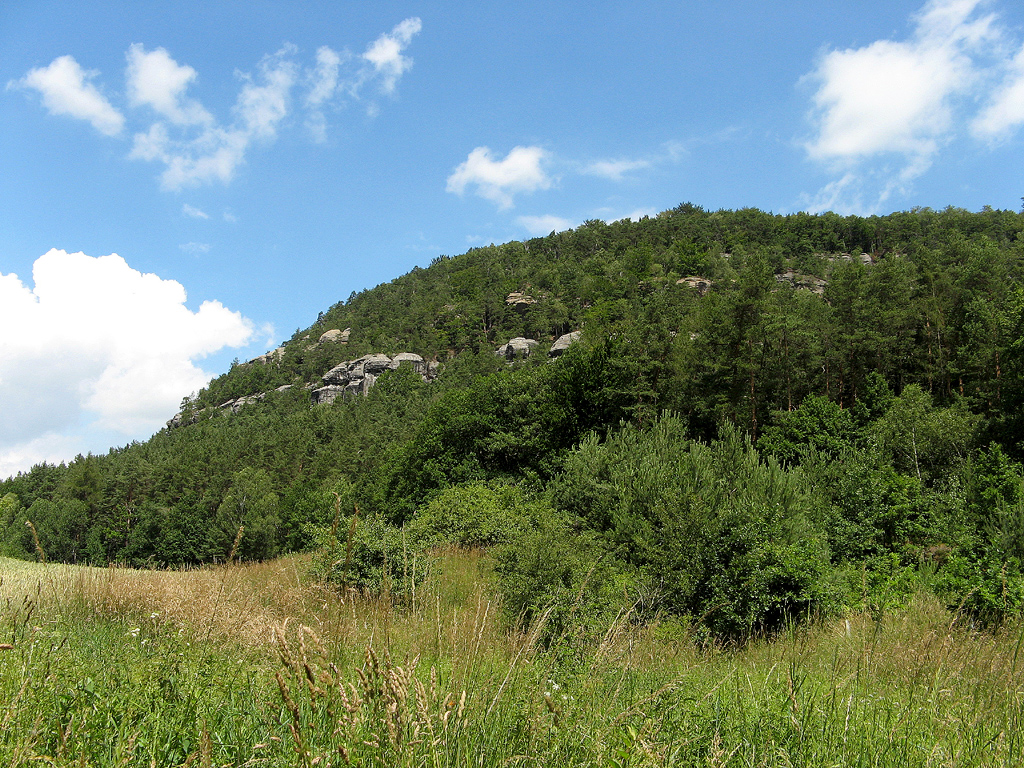
Zbocza góry Vlhošť
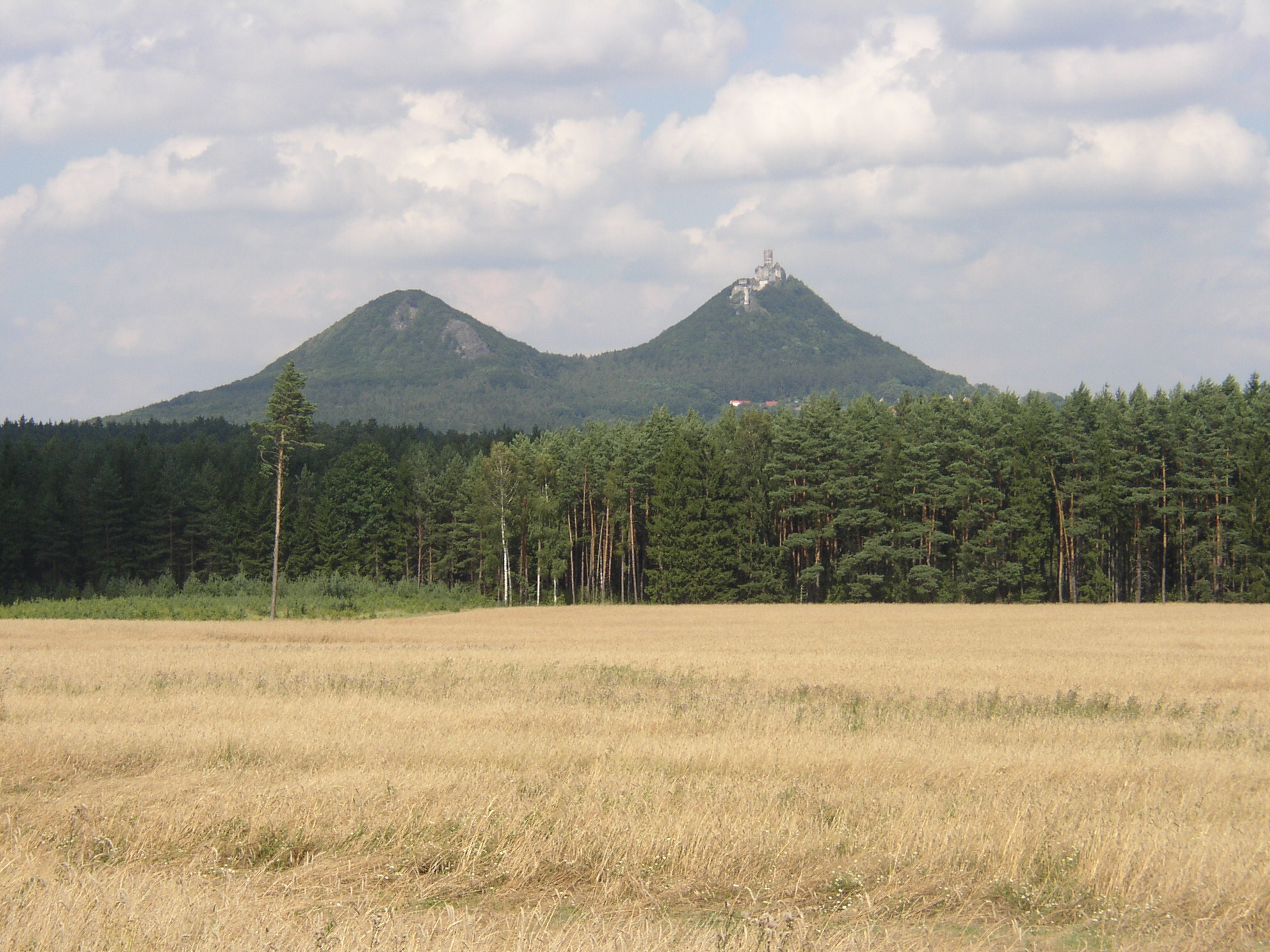
Malý i Velký Bezděz
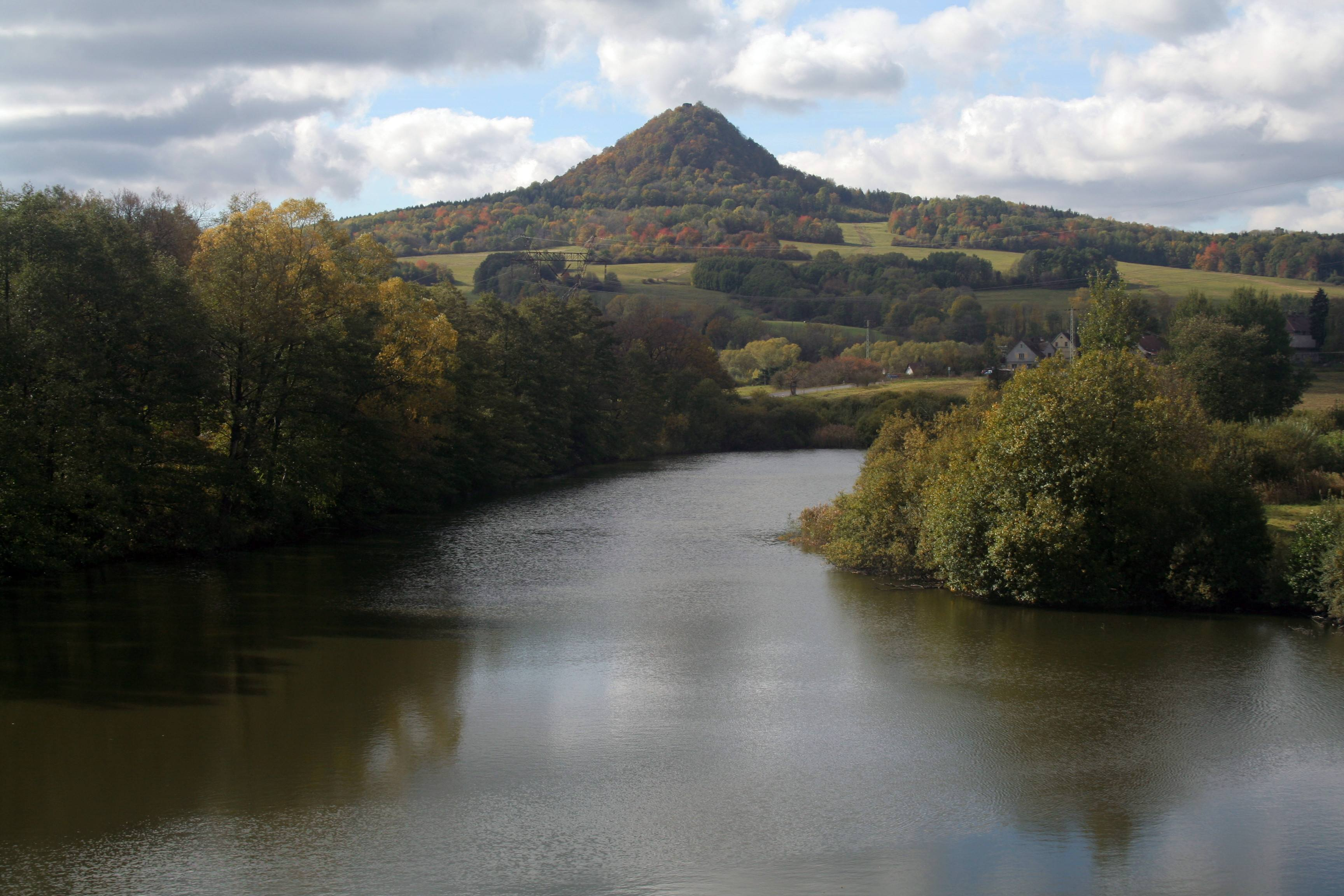
Vrch Ronov z zamkiem
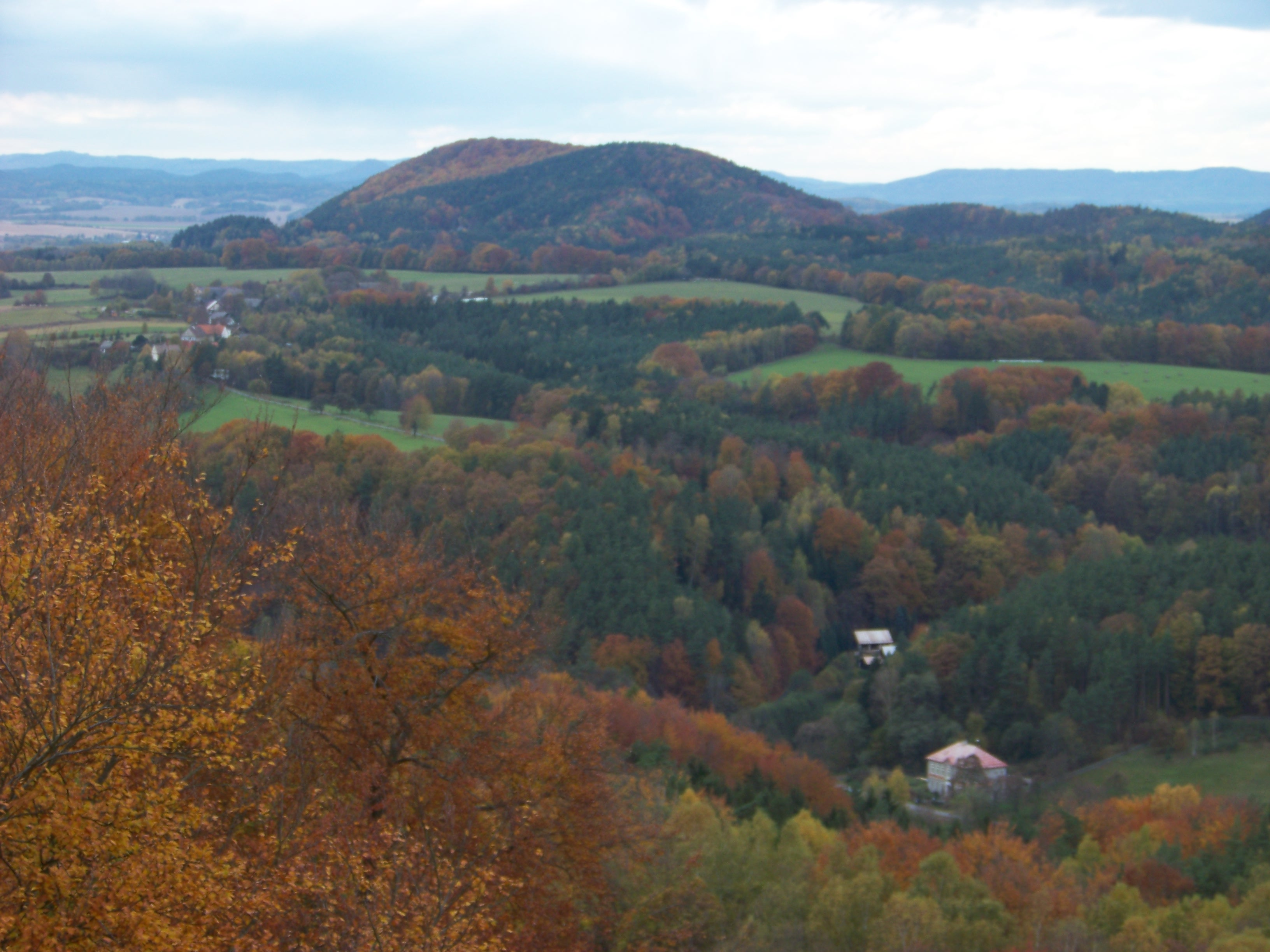
Velký Beškovský kopec
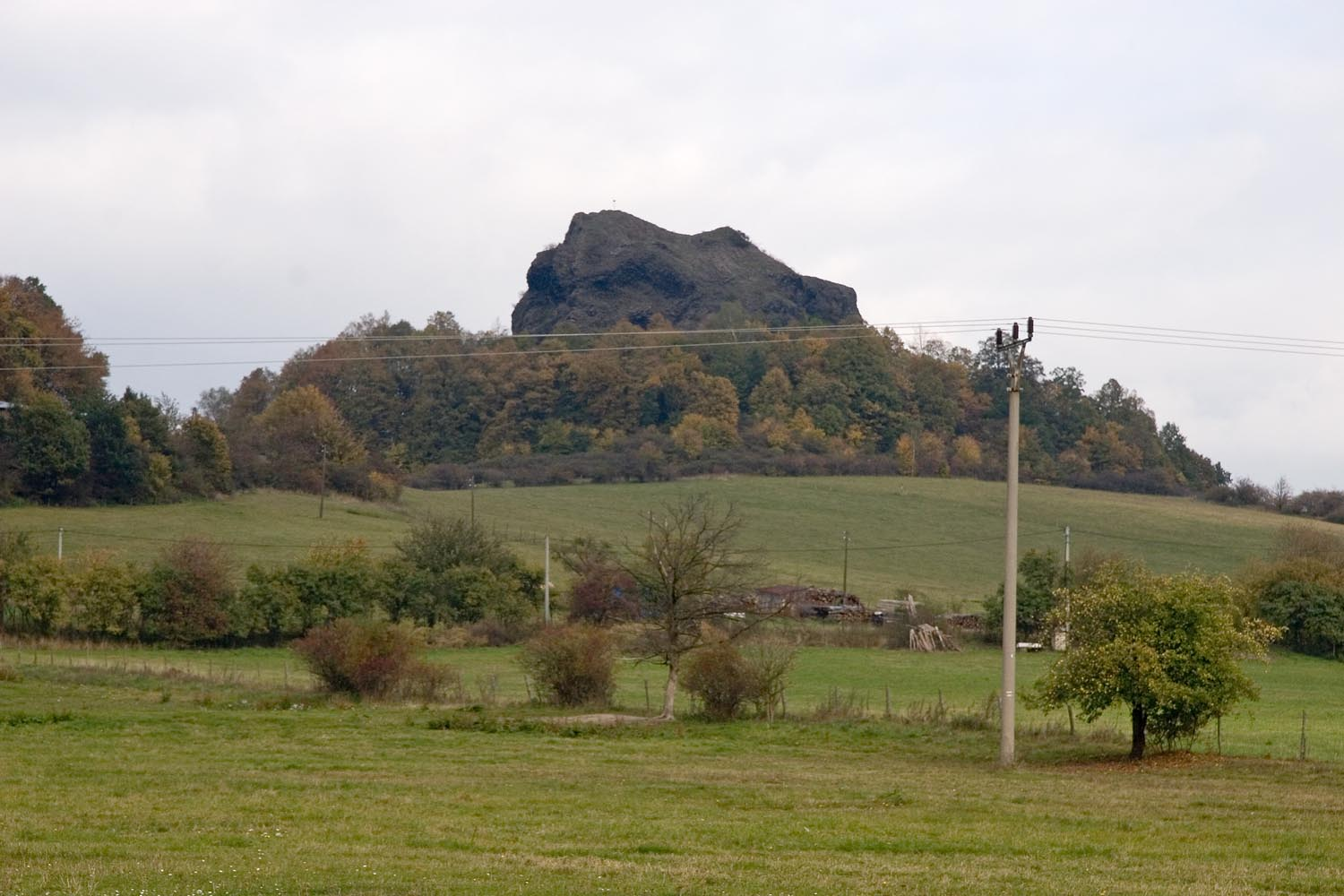
Lysá skála jest częścią Provodínskich Kameni
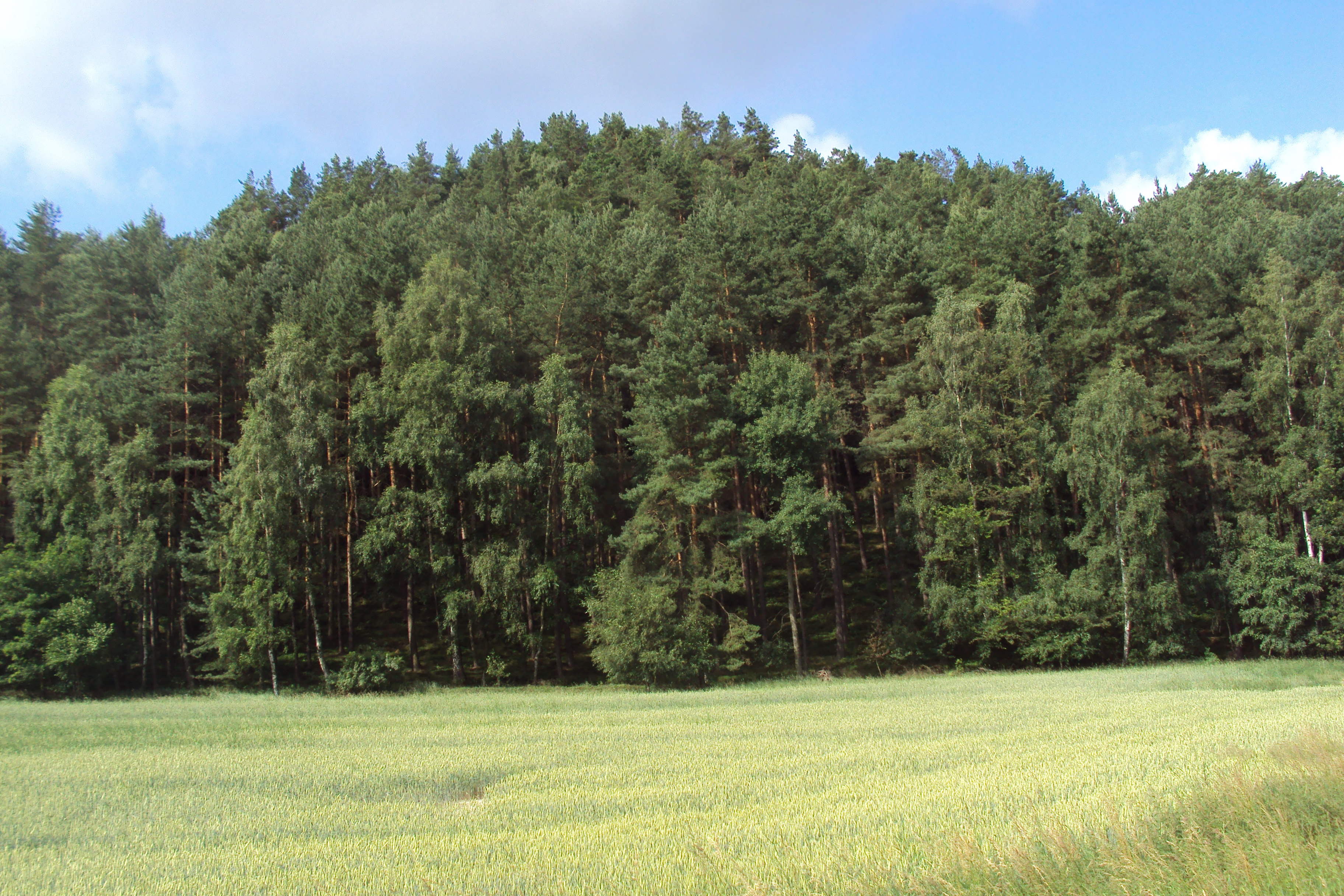
Stříbrný vrch w pobliżu góry Vlhošť
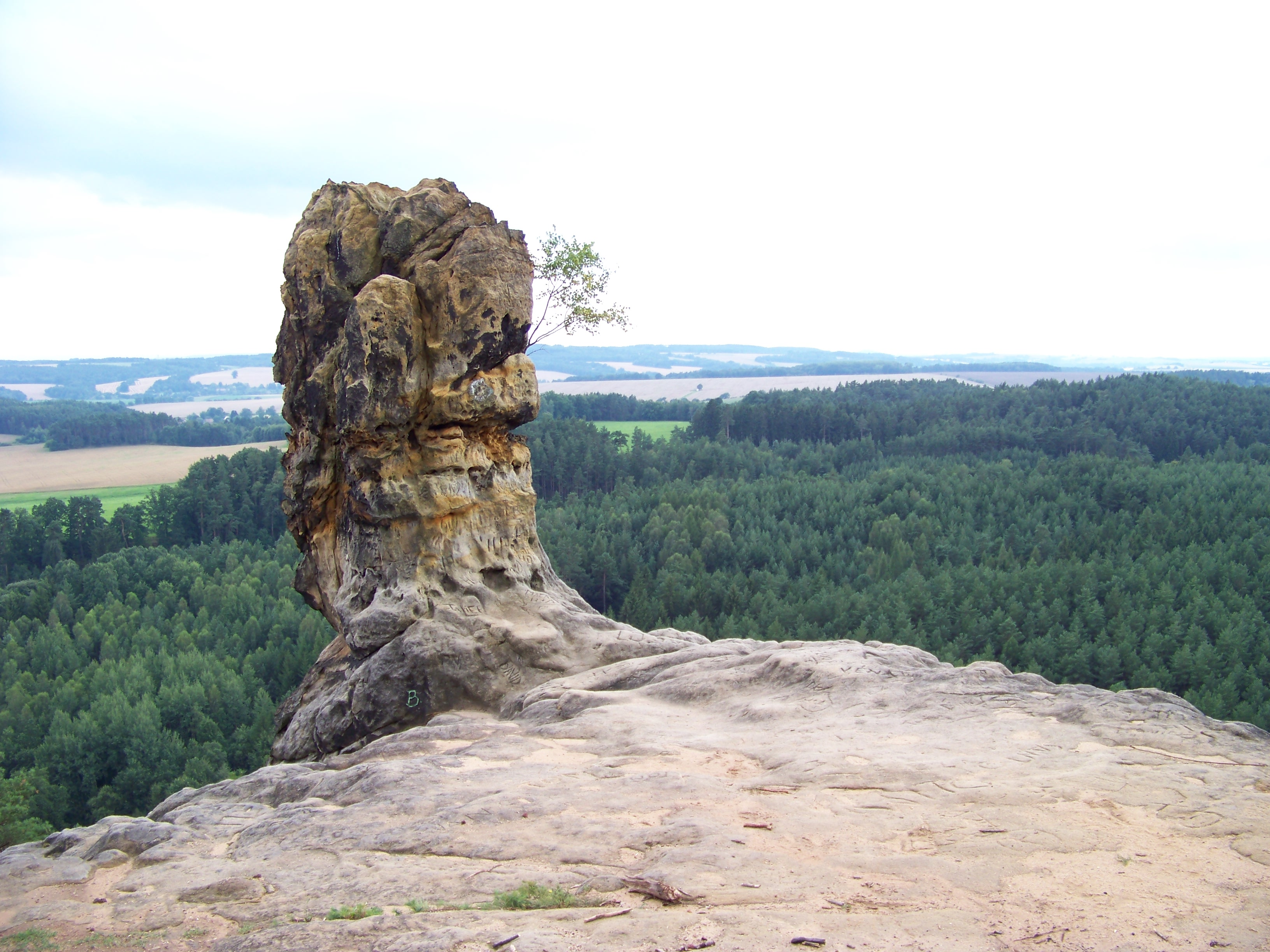
Góra Čap z "Palcem" (czes. Čapská palice), CHKO Kokořínsko
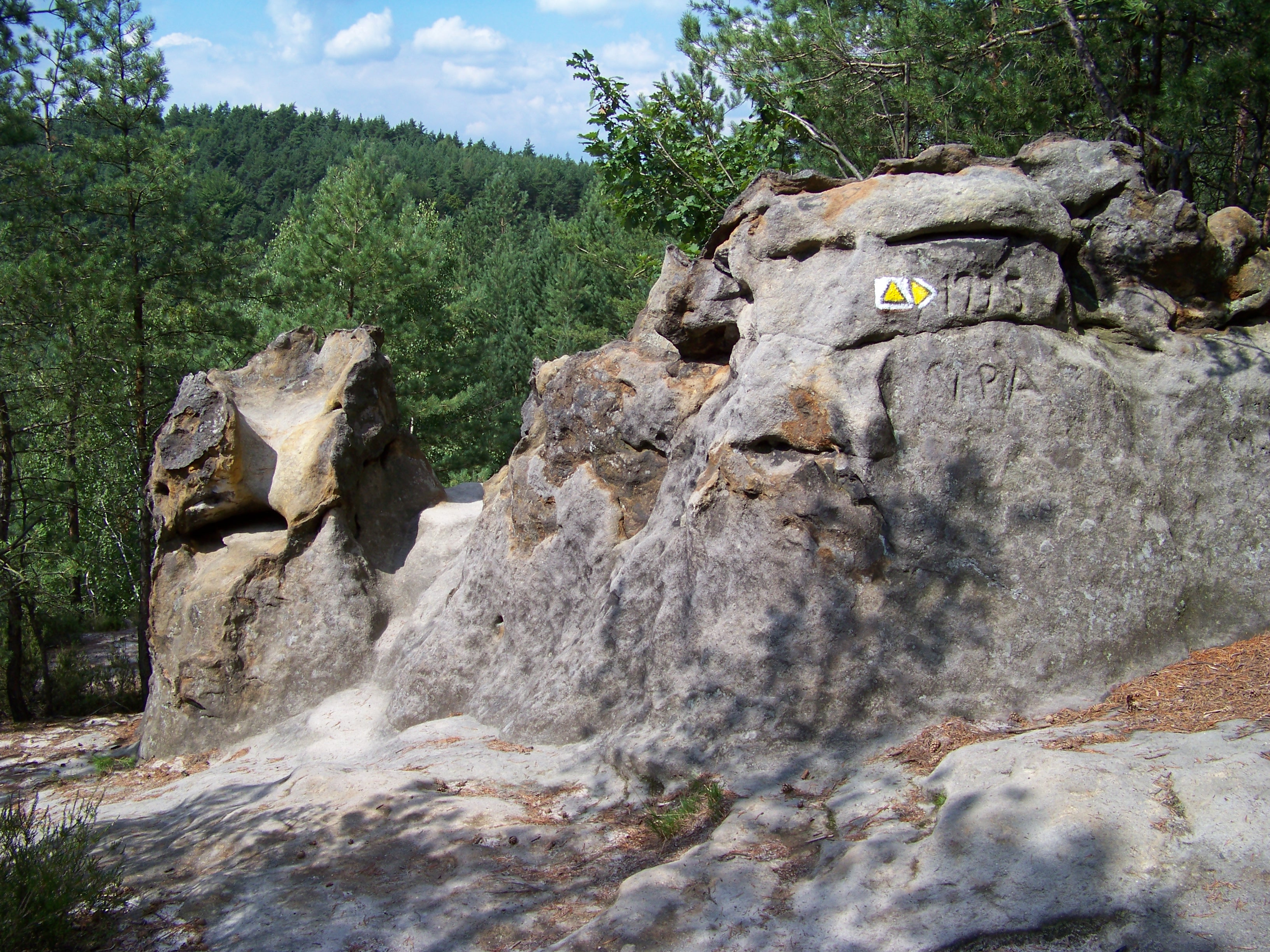
Skałka Husa w CHKO Kokořínsko